# Mega lo Mania
Pour les articles homonymes, voir Mania.
Mega lo Mania est un jeu vidéo de stratégie temps réel développé par Sensible Software et édité par Image Works sur Amiga et Atari ST en 1991. Le jeu a été adapté sur DOS, FM Towns, Mega Drive et Super Nintendo. Il est sorti sous le nom de Tyrants: Fight Through Time en Amerique du Nord et Mega-Lo-Mania: Jikū Daisenryaku (メガロマニア時空大戦略) au Japon.

## Le jeu

### Scénario
Quelque part au sommet de notre univers, des demi-dieux s'affrontent dans un jeu d'évolution, de pouvoir, et de destruction, afin de déterminer le destin des planètes.
Le joueur contrôle l'un des quatre personnages, Scarlet, Oberon, Caesar ou Madcap, et contrôle une civilisation de couleur correspondante.

### Système de jeu
Chaque planète est composée de deux à quatre îles. Le but est de conquérir chaque planète en prenant le contrôle de ses îles en supprimant les adversaires qui essayent aussi de les coloniser. Pour cela, il faut envoyer sur chaque île une partie de ses hommes, les faire évoluer, puis détruire la ou les base(s) adverses.
Au début, le joueur choisit une des îles de la planète et y affecte une partie des 100 hommes en réserve. Il est possible de se restreindre dans le nombre d'hommes utilisés pour en avoir davantage pour les îles et planètes suivantes. La partie commence quand le joueur a choisi son emplacement sur l’île en jeu.
Au cours du jeu, le joueur affecte les hommes à différentes tâches : recherche, récupération de ressources, industrie, armée, etc. La vitesse à laquelle ces actions sont effectuées est exponentielle, c'est-à-dire qu'elle est d'autant plus rapide qu'un grand nombre d’hommes est affecté. Les hommes inoccupés se reproduisent, augmentant la population totale de la civilisation.
Lorsque certaines technologies sont développées, la civilisation évolue, change d'aspect, et la date change. Ainsi, entre les joueurs, des différences plus prononcées que dans la plupart des jeux de stratégie peuvent apparaître (avions contre catapultes par exemple).

### Tableau des époques, leur date de départ, et leurs îles
| Epoque | Date          | Îles                      | Description              | Arme offensive                         | Arme défensive              |
| ------ | ------------- | ------------------------- | ------------------------ | -------------------------------------- | --------------------------- |
| 1re    | 9500 av. J.-C | Aloha, Bazooka, Cilla     | Néolithique              | Pierres                                | Bâton                       |
| 2e     | 3000 av. J.-C | Dracula, Etcetra, Formica | Âge du bronze            | Lance-pierre                           | Lance                       |
| 3e     | 100 av. J.-C  | Gazza, Hernia, Ibiza      | Âge du fer               | pique                                  | Arc et flèche               |
| 4e     | 900           | Junta, Karma, Lada        | Moyen Âge                | Arc long                               | Chaudron d'huile bouillante |
| 5e     | 1400          | Mascara, Nausea, Ocarina  | Renaissance              | Catapulte géante (nécessite 2 hommes)  | Arbalète                    |
| 6e     | 1850          | Pyjama, Quota, Rumbaba    | Révolution industrielle  | Canon (nécessite 3 hommes)             | Mousquet                    |
| 7e     | 1915          | Sinatra, Tapioca, Utopia  | Première Guerre mondiale | Biplan (nécessite 2 hommes)            | Mitrailleuse                |
| 8e     | 1945          | Vespa, Wonka, Xtra        | Seconde Guerre mondiale  | Avion de chasse (nécessite 3 hommes)   | Bazooka                     |
| 9e     | 1980          | Yoga, Zappa, Ohm          | Guerre froide            | Missile nucléaire                      | Dissuasion nucléaire        |
| 10e    | 2001          | Mega-Lo-Mania             | Société futuriste        | Soucoupe volante (nécessite 10 hommes) | Tourelle laser              |

Un système d'alliance permet de proposer aux joueurs de se liguer. Deux alliés circulent librement sur leurs terrains, mais ne peuvent pas construire de base supplémentaire sur les emplacements libres tant que l'alliance dure. L'intelligence artificielle est programmée pour ne pas maintenir longtemps ces alliances.

### Originalité du jeu
Mega lo Mania est un précurseur du jeu de stratégie/gestion en temps réel. Pour un jeu de 1991, le principe est novateur : les améliorations successives permettent de passer d'une époque à l'autre, de l'âge de pierre à une époque futuriste. À plusieurs égards, il se distingue des autres jeux du genre : système de développement exponentiel, multiplication des hommes inoccupés, ressources très variées avec un décompte par case (et non pour la civilisation entière). L'univers reproduit est empreint d'humour, et les ressources ont des noms et des aspects farfelus : Aruldite, Aquarium, Solarium, Planetarium, Onion, Alien, Valium, etc.
Les armes nucléaires constituent une autre originalité du jeu, permettant de détruire toute une zone et ses occupants en un instant mais la condamnant définitivement. Elles ne sont pas accessibles sur toutes les îles, mais lorsqu'elle sont présentes, la partie est une véritable course à l'armement nucléaire. Un joueur peut développer en guise d'arme défensive la dissuasion nucléaire : lorsqu'un missile nucléaire adverse arrive, un missile nucléaire est envoyé automatiquement sur la base qui l'a envoyé. Les deux zones sont alors condamnées, et seul le(s) joueur(s) ayant une seconde base survivent.

### Voix en français
Le jeu propose des voix digitalisées en français. La qualité du son est plutôt médiocre, mais les interventions, avec des voix différentes pour chaque intervenant, apportent un plus en matière d'atmosphère.
Quelques citations :
- « Une superbe ergonomie ! »
- « D'un point de vue technologique, c'est un grand pas en avant. »
- « Un concept brillant… »
- « Nous avons conquis le secteur ! »
- « Nous avons gagné ! »
- « La tour est dans un état critique ! »
- « Non, ça ne marchera jamais… »

## Développement
- Concept : Jon Hare, Chris Yates, Chris Chapman, Tony Beckwith
- Programmation : Chris Chapman, Chris Yates, Alan Tomkins
- Graphisme : Jon Hare, Jo Walker
- Musique : Richard Joseph, Michael Burdett

## Exploitation

### Versions
Image Works a édité Mega lo Mania en octobre 1991 sur Amiga et Atari ST. En 1992, le jeu a été adapté sur DOS (Audio Visual Magic, Ubi Soft) et Mega Drive (Virgin Interactive, CRI au Japon). Une version Super Nintendo a vu le jour en 1993 et le FM Towns aurait également accueilli une adaptation.
Certaines versions américaines, notamment sur Genesis, sont sorties sous le titre Tyrants: Fight Through Time tandis que les versions japonaises sont titrées Mega lo Mania: Jikuu Daisenryaku.
Le jeu a été réédité deux fois par Ubi Soft sur Amiga, en 1992 et 1993. La première fois, le jeu fut proposé en bundle avec le jeu d'action First Samurai.

### Accueil
| Mega Lo Mania |      |       |
| Média         | Pays | Notes |
| Gen4          | FR   | 83 %  |
| Joystick      | FR   | 92 %  |

Mike Pattenden en a dit, dans Commodore User, en septembre 1991 :

« En tant qu'interprétation inventive et maligne du jeu pierre-papier-ciseaux, Mega lo Mania est un chef-d'œuvre. D'accord, ses petits hommes, ses îles et sa représentation de l'exercice acharné du pouvoir font tous écho à Populous et Powermonger, mais c'est tellement plus qu'une simple réinterprétation. Si vous n'avez pas le pouvoir, je vous recommande fortement d'aller l'acheter. Il vaut son pesant d'or. »

« As an inventive and witty rendition of paper/scissors/stone game Mega lo Mania is a masterpiece. All right, its little men, islands and depiction of powermongering all echo Populous and Powermonger, but there's so much more to this than simple reinterpretation. If you haven't got the power I strongly advise you go out and get it. Worth its weight in gold. »
Version Amiga

ACE 930/1000 • Amiga Format 91% • CU Amiga 92%
Un second opus était en préparation par Sensible Software, mais ne vit jamais le jour. Quelques captures d'écran parurent dans Amiga Power.